# 青木道喜
青木 道喜（あおき みちよし、1950年（昭和25年）12月23日 - ）は能楽師（シテ方観世流）である。重要無形文化財総合認定保持者。

## 略歴と活動
京都市生まれ。観世流能楽師、青木祥二郎の長男。父及び九世片山九郎右衛門（幽雪）に師事。重要無形文化財総合指定者。京都市中京区に冬青庵能舞台を構え、京都を中心に意欲的な活動を展開。
宮沢賢治生誕百年記念新作能「永訣の朝」、親鸞上人五百回御遠忌記念能「蓮如」、信州明科オリジナル作品「犀龍小太郎」「恋の龍門渕」、新作狂言「鹿踊りのはじまり」「はしくれ法師」「ものぐさ歌太郎」を書くなど、『風姿花伝』第三問答条々の「能をせん程の者の、和才あらば、申楽を作らん事、易かるべし。これ、此道の命也。」を実践している。
海外公演にも意欲的。平成25年には能「泣不動」を復曲し、京都の清浄華院にて400年ぶりに上演。平成28年には高浜虚子作の能「鐵門」の復曲にも携わり、シテを演じる。京都市新人芸術家選奨、安曇野文化大賞を受賞。京都観世会に所属。京都観世会の公演、片山定期能などに出演多数。
冬青庵能舞台にて春に「春青能」、秋に「冬青能」などの自主公演を開催。夏には父の出身地である長野県安曇野市の薪能、信州安曇野薪能にも出演。
立命館大学能楽部の講師を務める。

## 画像

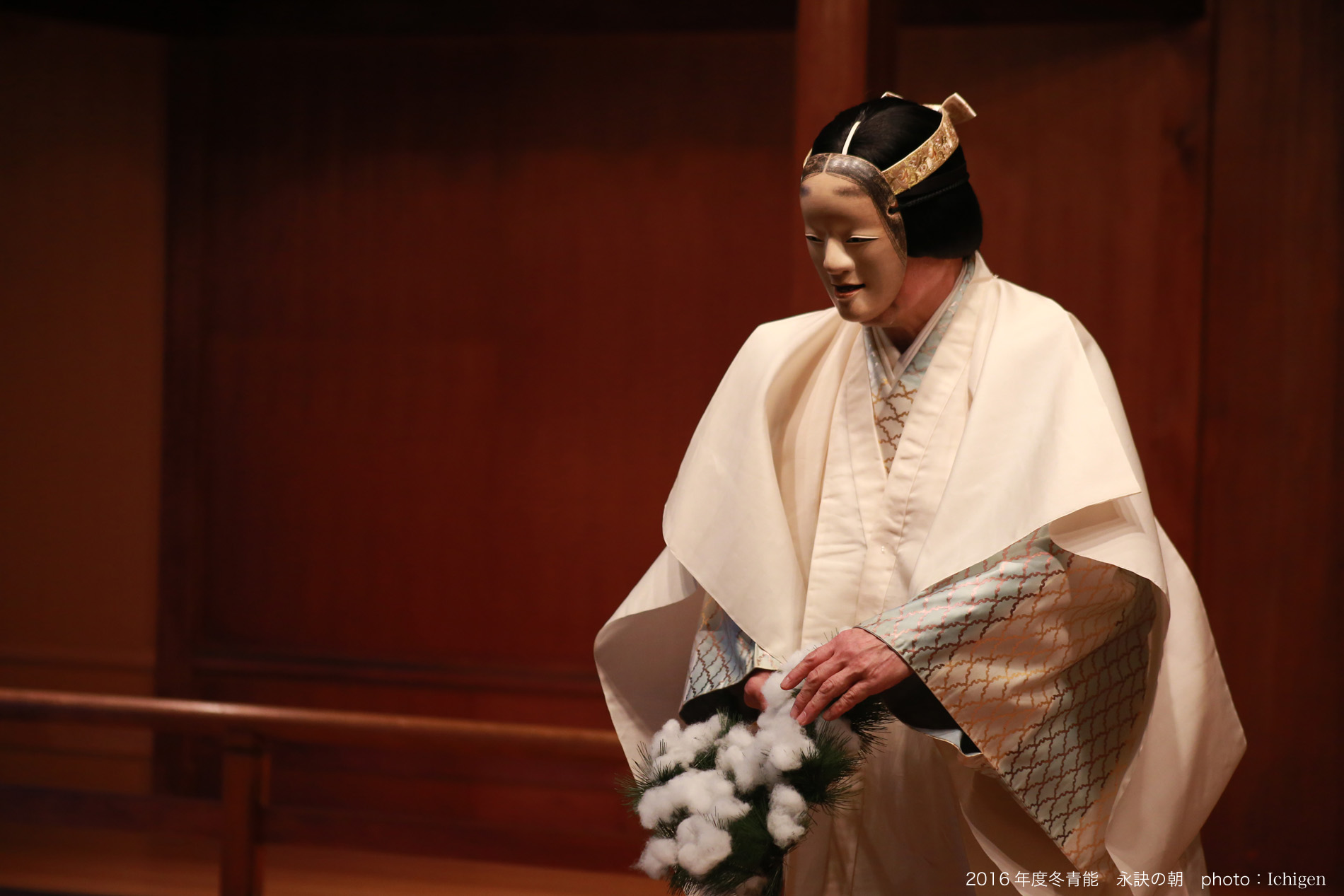
2016年冬青能　永訣の朝
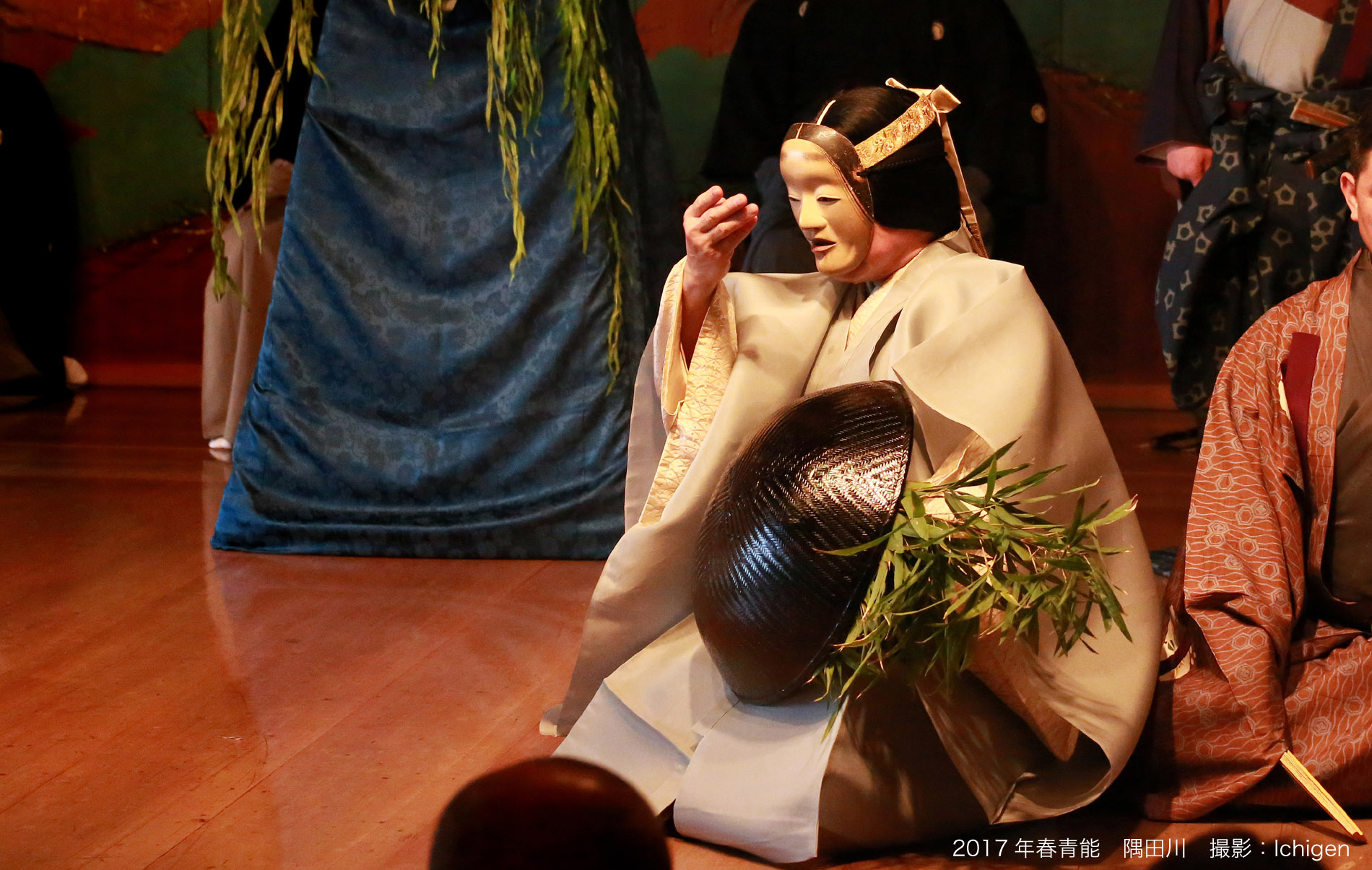
2017年春青能　隅田川

## 脚註